# Chris Armstrong (cầu thủ bóng đá, sinh 1984)
Chris Armstrong (sinh ngày 8 tháng 11 năm 1984) là một cựu cầu thủ bóng đá người Anh.
Armstrong thi đấu vị trí tiền đạo và gia nhập Galway United, trước đó thi đấu với St Pat từ tháng 7 năm 2005. Các câu lạc bộ trước đó bao gồm Leeds United, Rochdale, Queen of the South và Stockport County và St Patrick's Athletic.
Ông được giải phóng khỏi Galway United năm 2007.